# エクセター・チーフス
エクセター・チーフス（英: Exeter Chiefs）は、イングランドのエクセターに本拠地を置くラグビーユニオンクラブである。プレミアシップに所属。正式名称はエクセター・ラグビークラブ。

## 歴史
エクセター・ラグビークラブは1871年に創設された。1905年にはイングランドで初めて行われたニュージーランド代表チームとの試合のホストとなり、この時の試合以降ニュージーランド代表チームがオールブラックスとして知られるようになったともいわれる。イングランド国内でラグビーのリーグ戦が始まると、エクセターはデヴォン州のリーグに所属した。1990年代にはかつて1930年代にチーフスと呼ばれていたことにちなみ「エクセター・チーフス」と呼ばれるようになった。
1997年、3部リーグにあたるナショナル・リーグ1(National League 1)から2部リーグにあたるアライド・ダンバー・プレミアシップ2(Allied Dunbar Premiership Two)に昇格した。2005年、2008年、2009年はそれぞれブリストル・ラグビー、ノーサンプトン・セインツ、リーズ・カーネギーに次いで2位に終わり1部への昇格を逃した。また、2006年には本拠地をカウンティ・グラウンドからサンディ・パークへと移した。2009-10シーズンの2部リーグはプレーオフ制度を設けたRFUチャンピオンシップとして再編成された。そのシーズンのエクセターはレギュラーシーズンでは2位だったがプレーオフでブリストル・ラグビーを破り、クラブ史上初めてプレミアシップ（1部リーグ）への昇格を果たした。
2011-12シーズンのプレミアシップはレギュラーシーズンで5位に入り、翌2012-13シーズンは初のハイネケンカップ出場を果たした。2014年、アングロ・ウェルシュカップで初優勝した。2015-16シーズンのヨーロピアンラグビーチャンピオンズカップ(ハイネケンカップの後継大会)では初めてプールステージを突破し、準々決勝に進出した。しかしワスプスに試合終了間際で逆転を許して1点差で敗れ(スコアは24-25)、準決勝進出を逃した。同年のプレミアシップではレギュラーシーズンを2位で終え、初めてプレーオフに進んだ。準決勝でワスプスを下し、決勝に駒を進めたもののサラセンズに敗れ初優勝は逃した。
2016-17シーズン、プレミアシップのレギュラーシーズンを2位で終えると、プレーオフ準決勝でサラセンズを下し、決勝ではワスプスを延長戦の末23-20で破り初優勝を果たした。2017-18シーズン、レギュラーシーズンを1位で終えプレーオフ決勝に進んだがサラセンズに敗れ準優勝となった。
2019-20シーズン、ヨーロピアンラグビーチャンピオンズカップ決勝でラシン92を31-27で破り初優勝。プレミアシップでもレギュラーシーズンを1位で終え、プレーオフ決勝でワスプスを19-13で破り3季ぶり2回目の優勝を果たした。

## タイトル
- ヨーロピアンラグビーチャンピオンズカップ
  - 優勝: 2019-20

- プレミアシップ
  - 優勝: 2016-17, 2019-20

- アングロ・ウェルシュカップ(LVカップ) - 2013-14

## 成績

### プレミアシップ戦績
- 2010-11 8位
- 2011-12 5位
- 2012-13 6位
- 2013-14 8位
- 2014-15 5位
- 2015-16 2位 (プレーオフ・準優勝)
- 2016-17 2位 (プレーオフ・優勝)
- 2017-18 1位 (プレーオフ・準優勝)
- 2018-19 1位 (プレーオフ・プール戦敗退)
- 2019-20 1位 (プレーオフ・優勝)
- 2020-21 1位 (プレーオフ・準優勝)
- 2021-22 7位
- 2022-23 7位
- 2023-24 7位

## スコッド
2024-25シーズンのスコッド（2024年8月現在）
| フッカー - ダン・フロスト - ジャック・インナード - マックス・ノレブ(Max Norey) - ジャック・イアンドレ プロップ - ウィル・グッドリック＝クラーク(Will Goodrick-Clarke) - ジョシュ・イオセファ＝スコット - ビリー・キースト - エーレン・ペインター - スコット・シオ - マルコス・ストリート - ジミー・ルーツ ロック - ジャック・ダン (ラグビー選手) - ダフィド・ジェンキンス - オーン・オコナー - クリスト・ティシウンザ - ルス・ツイマ | フランカー/No.8 - リチャード・キャップスティック - ハラーム・チャップマン(Hallam Chapman) - グレッグ・フィシラウ - ルイス・ペアーソン(Lewis Pearson) - イーサン・ルーツ - ジャックス・フェレメレン - ロス・ヴィンセント スクラムハーフ - ニール・アームストロング - トム・ケアンズ(Tom Cairns) - サム・マウンダー - エスティ・タウンセンド フライハーフ - ウィル・ハイドン＝ウッド - ハーヴェイ・スキナー | センター - ジョー・ホーキンス - ヘンリー・スレイド ウイング - イマヌエル・フェイワボソ - ベン・ハンマースリー(Ben Hammersley) - ダン・ジョン - オーリー・ウッドバーン フルバック - ジョシュ・ホッジ - トム・ワイアット(Tom Wyatt) |
| | | |
| は共同キャプテン。 | | |

## 歴代所属選手
- クリュザンダー・ボタ(Chrysander Botha)…ナミビア代表通算55キャップ、2011年・2015年W杯ナミビア代表、現在ナミビア代表監督。
- ディーン・マム(Dean Mumm)…オーストラリア代表57キャップ。2015年W杯出場。
- ミケーレ・カンパニャーロ(Michele Campagnaro)…イタリア代表46キャップ、現在はハーレクインズに所属。
- ジョシュ・マタビシ(Josh Matavesi)…フィジー代表24キャップ、現在はバース・ラグビーに所属。
- ニコラ・マタワル(Nikola Matawalu)…フィジー代表40キャップ、現在はグラスゴー・ウォリアーズに所属。
- サンティアゴ・コルデロ(Santiago Cordero)…アルゼンチン代表35キャップ、現在はユニオン・ボルドー・ベグルに所属。
- ウィル・フーリー(Will Hooley)…アメリカ代表18キャップ、現在はサンディエゴ・リージョンに所属。
- グレッグ・ホームズ(Greg Holmes)…オーストラリア代表27キャップ、現在はフォースに所属。
- エンリケ・ピエレット(Enrique Pieretto)…アルゼンチン代表24キャップ、現在はグラスゴー・ウォリアーズに所属。
- ニック・ホワイト(Nic White)…オーストラリア代表31キャップ、現在はブランビーズに所属。
- トマス・フランシス(Tomas Francis)…ウェールズ代表52キャップ、現在はオスプリーズに所属。
- ジョニー・ヒル(Jonny Hill)…イングランド代表13キャップ、現在はセール・シャークスに所属。
- サム・スキナー(Sam Skinner)…スコットランド代表16キャップ、現在はエディンバラ・ラグビーに所属。
- サム・イダルゴ＝クライン(Sam Hidalgo-Clyne)…スコットランド代表12キャップ、現在はベネットン・ラグビーに所属。
- ルーク・カウワン＝ディッキー(Luke Cowan-Dickie)…イングランド代表41キャップ、現在はセール・シャークスに所属。
- ハリー・ウィリアムズ(Harry Williams)…イングランド代表19キャップ、現在はモンペリエ・エロー・ラグビーに所属。
- サム・シモンズ(Sam Simmonds)…イングランド代表16キャップ、現在はモンペリエ・エロー・ラグビーに所属。
- ジャック・ノーウェル(Jack Nowell)…イングランド代表46キャップ、現在はスタッド・ロシュレに所属。
- ジョニー・グレイ(Jonny Gray)…スコットランド代表77キャップ、現在はユニオン・ボルドー・ベグルに所属。
- スチュアート・ホッグ(Stuart Hogg)…スコットランド代表通算100キャップ、2015年・2019年W杯スコットランド代表。